# Europäisches Olympisches Winter-Jugendfestival 2023/Skilanglauf
Beim Europäischen Olympischen Winter-Jugendfestival 2023 wurden sieben Wettbewerbe im Skilanglauf in Sappada ausgetragen.

## Bilanz

### Medaillenspiegel
| Platz  | Land        | Gold | Silber | Bronze | Gesamt |
| ------ | ----------- | ---- | ------ | ------ | ------ |
| 1      | Schweden    | 3    | 2      | 4      | 10     |
| 2      | Italien     | 2    | 2      | –      | 4      |
| 3      | Frankreich  | 1    | –      | –      | 1      |
| 3      | Österreich  | 1    | –      | –      | 1      |
| 5      | Finnland    | –    | 3      | –      | 3      |
| 6      | Deutschland | –    | –      | 1      | 1      |
| 6      | Schweiz     | –    | –      | 1      | 1      |
| 6      | Tschechien  | –    | –      | 1      | 1      |
| Gesamt | Gesamt      | 7    | 7      | 7      | 21     |

### Medaillengewinner
Jungen
| Disziplin        | Gold             | Silber           | Bronze           |
| ---------------- | ---------------- | ---------------- | ---------------- |
| Sprint Klassisch | Jonatan Lindberg | Federico Pozzi   | Simon Nordlander |
| 7,5 km Freistil  | Gabriele Matli   | Federico Pozzi   | Hugo Nilsson     |
| 10 km Klassisch  | Gabriele Matli   | Simon Nordlander | Hugo Nilsson     |

Mädchen
| Disziplin        | Gold           | Silber           | Bronze            |
| ---------------- | -------------- | ---------------- | ----------------- |
| Sprint Klassisch | Heidi Bucher   | Minna Mikaelsson | Maja Axelsson     |
| 5 km Freistil    | Margot Tirloy  | Silva Kemppi     | Estelle Darbellay |
| 7,5 km Klassisch | Mira Göransson | Silva Kemppi     | Lena Einsiedler   |

Mixed
| Disziplin        | Gold                                                              | Silber                                                         | Bronze                                                              |
| ---------------- | ----------------------------------------------------------------- | -------------------------------------------------------------- | ------------------------------------------------------------------- |
| 4 × 5 km Staffel | SchwedenSimon Nordlander Mira Göransson Hugo Nilsson Moa Lindgren | FinnlandJesse Kahara Selene Rossi Akseli Pitkanen Silva Kemppi | TschechienJonas Hellmich Hanka Randakova Matej Koznar Anna Milerska |